# Миронов, Сергей Павлович
Серге́й Па́влович Миро́нов (6 августа 1948, Москва — 14 августа 2023) — советский и российский медик-ортопед, академик РАН (2003). С апреля 1998 по 2019 год директор, с 2019 года — почётный президент ЦНИИТО имени Н. Н. Приорова, до 2011 года — заместитель Управляющего делами Президента Российской Федерации — начальник Главного медицинского управления.

## Семья
- дед — Сергей Николаевич Носков (1873—1957) — ткацкий мастер; за изготовление занавеса для Большого театра был награждён орденом Ленина; в 1938 году репрессирован. Бабушка — Дарья Фёдоровна Носкова (1878—1958).
- отец — Миронов, Павел Дмитриевич (1903—1984) — заслуженный мастер спорта СССР, заслуженный тренер СССР, неоднократный чемпион СССР по велоспорту, бронзовый призёр чемпионатов СССР 1932 и 1934 по конькобежному спорту; в 1943 году репрессирован.
- мать — Миронова, Зоя Сергеевна (1913—2008) — советская конькобежка, заслуженный мастер спорта СССР, с 1940-х годов — врач-ортопед, основатель спортивной травматологии в СССР, доктор медицинских наук, профессор, заведующая отделением спортивной, балетной и цирковой травмы ЦИТО.
- брат — Николай Павлович Миронов (р. 1940) — доктор медицинских наук, профессор, заслуженный врач Российской Федерации, научный руководитель Волынской клинической больницы № 1 Главного медицинского управления Управления делами Президента Российской Федерации[1].
- жена — Джульетта Амберковна Хоперия
- сын — Сергей Сергеевич Миронов (р. 1985).

## Биография
Родился 6 августа 1948 года в Москве. После окончания санитарно-гигиенического факультета 1 ММИ имени И. М. Сеченова в апреле 1973 года поступил на работу в Центральный институт травматологии и ортопедии им. Н.Н. Приорова. Работал врачом, младшим научным сотрудником, руководителем клиники.
В 1979 году защитил кандидатскую диссертацию на тему «Оперативное лечение посттравматических контрактур и анкилозов локтевого сустава у детей». В 1984 году — докторскую, тема диссертации «Посттравматические деформации и контрактуры крупных суставов у детей и подростков и их лечение».
В 1983 году возглавил клинику спортивной и балетной травмы ЦИТО, основателем и руководителем которой до его назначения была его мать.
В апреле 1995 года назначен заместителем управляющего делами Президента Российской Федерации. С июля 1995 по 2011 год — заместитель управляющего делами — генеральный директор Медицинского центра Управления делами Президента Российской Федерации (после реорганизации Медицинского центра УД ПРФ в 2004 году — заместитель управляющего делами — начальник Главного медицинского управления), «главный кремлёвский лекарь».
С мая 1998 года возглавлял по совместительству и на общественных началах, а с октября 2011 по 2019 год на штатной основе, с 2019 года почётный президент — ФГУ «ЦНИИТО имени Н. Н. Приорова» МЗР.
Заведует кафедрой многопрофильной клинической подготовки на факультете фундаментальной медицины МГУ.
В 1997 году избран членом-корреспондентом РАН, в 1999 году — действительным членом РАМН, в 2001 году — членом Президиума РАМН. В 2003 году избран действительным членом РАН (отделение биологических наук).
Является президентом Российского Артроскопического Общества, член международного Исполкома Европейского Общества Хирургии коленного сустава, артроскопии и спортивной травматологии (ESSKA).
Миронов С. П. — главный редактор журналов «Кремлёвская медицина. Клинический вестник» и «Вестник травматологии и ортопедии им. Н. Н. Приорова», входящих в список ведущих научных журналов ВАК РФ.
Миронов С. П. — автор 11 монографий и более, чем 250 научных работ, имеет 20 авторских свидетельств на изобретения и рационализаторские предложения. Под его руководством выполнено 13 кандидатских и 8 докторских диссертаций.
Умер 14 августа 2023 года в возрасте 75 лет после непродолжительной болезни. Похоронен в Москве на Кунцевском кладбище рядом с родителями (участок 10).

## Основные работы
- Детская спортивная медицина. М., 1980 (соавт.);
- Основы реабилитации спортсменов и артистов балета при повреждениях и заболеваниях опорно-двигательного аппарата. М., 1998 (совм. с М. Б. Цыкуновым);
- Артроскопическая диагностика и лечение застарелых повреждений голеностопного сустава. М., 2003 (совм. с Д. Д. Черкес-Заде);
- Травматология и ортопедия. М., 2009 (совм. с Г. П. Котельниковым, В. Ф. Мирошниченко).

## Награды и премии
- Орден «За заслуги перед Отечеством» III степени (2 мая 2006 года) — за большой вклад в развитие здравоохранения, медицинской науки и многолетнюю добросовестную работу[5]
- Орден «За заслуги перед Отечеством» IV степени (18 мая 2000 года) — за заслуги перед государством и большой вклад в развитие здравоохранения[6]
- Орден Александра Невского (26 октября 2016 года) — за большой вклад в развитие здравоохранения, медицинской науки и многолетнюю добросовестную работу[7].
- Орден Почёта (1 августа 1998 года) — за заслуги перед государством и многолетнюю добросовестную работу[8]
- Орден Дружбы (6 августа 2008 года) — за заслуги в развитии здравоохранения, медицинской науки и многолетнюю добросовестную работу[9]
- Орден «Знак Почёта» (1989)
- Заслуженный врач Российской Федерации (21 ноября 1996 года) — за заслуги в области здравоохранения и многолетнюю добросовестную работу[10].
- Заслуженный деятель науки Российской Федерации (22 апреля 1994 года) — за заслуги в развитии физической культуры и спорта и большой личный вклад в подготовку и проведение XVII зимних Олимпийских игр 1994 года[11].
- Почётная грамота Президента Российской Федерации (5 октября 2011 года) — за заслуги в развитии здравоохранения и многолетнюю добросовестную работу[12]
- Благодарность Президента Российской Федерации (17 июля 1996 года) — за активное участие в организации, подготовке и проведении Московской встречи на высшем уровне по вопросам ядерной безопасности[13]
- Почётная грамота Правительства Российской Федерации (5 августа 1998 года) — за большой личный вклад в развитие здравоохранения и медицинское обслуживание работников высших органов государственной власти и многолетний добросовестный труд[14]
- медаль «За заслуги перед отечественным здравоохранением» (2001 год)
- Государственная премия Российской Федерации (10 июня 1997 года) — за разработку сухожильно-мышечной пластики — нового научно-практического направления в системе реабилитации ортопедотравматологических больных[15]
- премия Ленинского комсомола (1981 год) — за разработку новых методов оперативного лечения хирургических заболеваний у детей
- Премия Правительства Российской Федерации в области науки и техники (1997 год)
- премия Правительства Российской Федерации (22 февраля 2007 года) — за разработку приоритетов контроля патологических реакций организма в зависимости от длительного воздействия на биологически активные зоны кожи конечностей чрескостными металлическими конструкциями[16].
- премия Правительства Российской Федерации (18 декабря 2018 года) — за разработку и внедрение хирургических методов лечения детей с тяжелыми деформациями позвоночника[17].
- орден преподобного Сергия Радонежского II степени (РПЦ, 2000 год)

## Классный чин
- Действительный государственный советник Российской Федерации 1 класса (26 июня 1996 года)[18].